# Bernard Kruysen
Bernard Kruysen etait un chanteur classique baryton néerlandais né le 28 mars 1933 à Montreux (Suisse) et décédé le 30 octobre 2000 à Rijswijk (Pays-Bas). Il a reçu de nombreuses distinctions françaises et néerlandaises, dont le prestigieux Ordre des Arts et des Lettres. Il a donné de nombreux concerts en Europe et aux États-Unis.

## Biographie
Passant une grande partie de son enfance en Provence, Bernard Kruysen avait une connaissance intime de la langue française, qu'il pouvait parler et chanter sans aucun accent. Il y vivait avec sa mère Willy van Berkel et son beau-père, le chanteur Hubert Raidich. Il ne retrouvera son père biologique que plus tard dans sa vie.
Kruysen a étudié au Conservatoire Royal de La Haye auprès de Herbert Raideck et a été admis très jeune à l'Académie de l'Opéra national des Pays-Bas (De Nederlandse Opera),. Il s’est ensuite installé à Paris pour travailler avec Pierre Bernac, ce qui, au début des années 1960, fait rapidement de lui un interprète incontournable de la mélodie française. Ainsi, Francis Poulenc l'accompagne au piano à de nombreuses occasions.
Son répertoire allait de Monteverdi à Poulenc et comprenait des compositeurs tels que Bach, Schubert, Schumann, Fauré et Ravel. Le pianiste Noël Lee fut son partenaire régulier pour de nombreux enregistrements. Il a également travaillé intensivement avec le pianiste néerlandais Gérard van Blerk et Hans Henkemans. Outre la mélodie française, le Winterreise de Schubert ainsi que la Passion selon saint Matthieu et la Passion selon saint Jean faisaient partie de ses spécialités, qu’il a également interprétées en Allemagne.
En 1977, il a donné des concerts à Riga et dans l’actuelle Saint-Pétersbourg avec le Chœur Royal d’Hommes Die Haghe Sanghers, dirigé par René Verhoeff. En 1995, il s’est produit à l’église Saint-Nicolas de Prague avec le Chœur d’Hommes de Breda, dirigé par Marcel Verhoeff, avec notamment une interprétation de la Polní Mše (Messe du Soldat) de Martinů. Après de nombreuses tournées en Europe et aux États-Unis, Kruysen s’est surtout produit aux Pays-Bas. Ses interprétations étaient saluées pour leur simplicité, leur intelligence et leur diction parfaite.
Il a incarné le chanteur d’opéra Theo Fabrice dans Eline Vere, une coproduction belgo-néerlandaise-française de 1991 basée sur le roman de Louis Couperus.

## Prix et distinctions
- 2001 : Diapason d'Or pour la réédition CD Henri Duparc Mélodies (Naïve, 2001)
- 1984 : Officier de l’Ordre des Arts et des Lettres (Or)[14].
- 1978 : Chevalier de l’Ordre d’Orange-Nassau[15].
- 1977 : Officier de l’Ordre des Arts et des Lettres (Argent)[14].
- Premier Néerlandais à recevoir le Grand Prix du Disque (quatre fois)[16]:
  - 1961 : Pour son interprétation des mélodies de Claude Debussy (avec le pianiste Jean-Charles Richard)
  - 1962 : Pour l’enregistrement du Requiem de Gabriel Fauré avec l’Orchestre de l’Opéra de Monte-Carlo sous la direction de Louis Frémaux[17].
  - 1963 : Pour un enregistrement de mélodies de Gabriel Fauré[14].
  - 1974 : Pour un enregistrement de mélodies de Gabriel Fauré[18].
- 1964 : Orphée d’Or du meilleur chanteur de mélodies pour son interprétation du "Liederkreis" de Schumann[14].
- 1958 : Grand prix de l’excellence de la mélodie française[14].
- 1958 : Grand prix hors concours Gabriel Fauré[14].
- 1958 : Deuxième prix au Concours international de chant de Bois-le-Duc[19].

## Divers
Bernard Kruysen a représenté son pays à plusieurs reprises aux championnats du monde de chasse sous-marine. Dans le même domaine, il a également été réalisateur de films sous-marins en collaboration avec son ami plongeur Fik Meijer. Ensemble, ils ont effectué de nombreuses plongées dans les eaux profondes autour d’Ibiza. Il a aussi assuré la prise de vues pour un épisode de 1965 de la série de la BBC "Travellers' Tales" avec Sir David Attenborough.
Son grand-père Jan Kruysen et son père Antoon Kruysen étaient peintres.  
Kruysen avait quatre enfants : Monique, Ino (chanteuse), Michaël et André (sculpteur).

## Discographie et enregistrements
- Johann Sebastian Bach – Cantates 56+82 (1979) : Avec le Residentie Barokorkest, Frank Minderaa (hautbois) et Jacques van den Dool (orgue), sous la direction de René Verhoeff, Lp/Cd Mirasound
- Henriëtte Bosmans – 6 mélodies : L’anneau – Chanson – Rondel – Complainte du petit cheval blanc – Le diable dans la nuit – Le naufrage, avec Felix de Nobel (piano), Holland Festival 1972, radio[27].
- Johannes Brahms – Die schöne Maguelone op.33 (1967) : Avec Noël Lee (piano), Lp Valois, Cd Naïve[28].
- Harry Cox – La Bien-Aimée (1970) : Cycle de 26 mélodies sur des poèmes de Maurice Carême, avec Harry Cox (piano), Lp Valois, CdNaive[29].
- Claude Debussy :
  - Mélodies : Avec Jean-Charles Richard (piano), 1er Grand Prix du Disque 1961, Lp/Cd Valois[30].
  - Mélodies (1982/83) : Avec Francis Poulenc (piano) et Jean-Charles Richard (piano), Cd INA[31].
  - Mélodies : Avec Hans Henkemans (piano), Holland Festival 1968, Lp Radio Nederland.
  - 2 Ballades de François Villon (1963) : Avec l’Orchestre Symphonique de la Radio Néerlandaise sous la direction de Henk Spruit[32].
- Alphons Diepenbrock – 3 mélodies pour orchestre (1963) : Avec l’Orchestre Symphonique de la Radio Néerlandaise sous la direction de Willem van Otterloo, Cd[33].
- Henri Duparc – 12 mélodies (1971) : Avec Noël Lee (piano), Lp Telefunken, Lp/Cd Valois, Cd Naïve, 1er Diapason d’Or 2001[34].
- Gabriel Fauré :
  - La bonne Chanson Op. 61 + Op. 76/85/113 (1973) : Avec Noël Lee (piano), Lp Valois/Telefunken/Astrée Auvidis, 4e Grand Prix du Disque 1974[35].
  - Requiem : Avec l’Orchestre de l’Opéra de Monte-Carlo sous la direction de Louis Frémaux, Lp Erato, 2e Grand Prix du Disque 1962[36].
  - Requiem (1975) : Avec Elly Ameling et l’Orchestre Philharmonique de Rotterdam sous la direction de Jean Fournet, Philips[37].
- Hans Henkemans – Villonnerie (1969) : Avec l’Orchestre Symphonique de la Radio Néerlandaise sous la direction de Jean Fournet, Lp/Cd Donemus[38].
- Gustav Mahler – 2 Rückert-Lieder (1962) : Avec l’Orchestre Philharmonique de Rotterdam sous la direction d’Eduard Flipse[39].
- Bohuslav Martinů – Polní mše / Messe de campagne (1976) : Avec Die Haghe Sanghers sous la direction de René Verhoeff, Lp Omega, Cd Mirasound[40].
- Jules Massenet – Mélodies (1986) : Avec Noël Lee (piano), Lp/Cd Arion[41].
- Marius Monnikendam – Hearth Rhythm (1976) : Avec Die Haghe Sanghers sous la direction de René Verhoeff, Lp Omega[42].
- Claudio Monteverdi – Madrigali + Scherzi Musicali (1967) : Avec Christian Lardé (flûte), Jean Lamy (viole de gambe) et Huguette Dreyfus (clavecin), Lp Valois[43].
- Modest Moussorgski – Chants et Danses de la Mort (1966) : Avec Noël Lee (piano), Lp Valois/Telefunken[44].
- Francis Poulenc:
  - Dialogues des carmélites – Suzanna Rosander (Blanche de la Force), Nadine Denize (Mère Marie de L'incarnation), Cora Canne Meijer (nl) (Madame de Croissy), Bernard Kruysen (le Marquis de la Force), Rémy Corazza (le Chevalier de la Force) ; Orchestre philharmonique de la radio néerlandaise, dir. Jean Fournet, Utrecht, Geertekerk (nl), 20 décembre 1973 ; coproduction KRO / AVRO / BBC[45],[46].
  - Mélodies (1983) : Avec Noël Lee (piano), Lp/Cd Arion, 2e Diapason d’Or 2004[47].
- Maurice Ravel :
  - Chansons madécasses + Histoires naturelles (1993) : Avec Gerard van Blerk (piano), Anner Bijlsma (violoncelle) et Frans Vester (flûte), CD Bayer[48].
  - L’Enfant et les Sortilèges (1975) : Avec l’Orchestre Royal du Concertgebouw sous la direction de Bernard Haitink[49].
- Franz Schubert – Winterreise D.911 (1993) : Avec Gerard van Blerk (piano), CD Erasmus/Dante[50].
- Robert Schumann :
  - Liederkreis op. 39 + op. 90 (1964) : Avec Jean-Charles Richard (piano), Lp Valois, 3e Grand Prix du Disque 1964[51].
  - Liederkreis op.39 + Dichterliebe op.48 (1971) : Avec Noël Lee (piano), Lp Valois[52].
- Ralph Vaughan Williams – Five Mystical Songs (1976) : Avec le Chœur Bach de la Résidence et l’Orchestre de la Résidence de La Haye sous la direction de Gerard Akkerhuis[53].
- Récital de mélodies : La seule vidéo existante d’un récital complet de mélodies par Bernard Kruysen avec Janny Lobbezoo (piano), St. Oedenrode 1992, H. DUPARC – 3 mélodies, Francis Poulenc – 3 mélodies, Franz Schubert – Die Krähe extrait de Winterreise, Robert Schumann – Dichterliebe op.48, VHS/DVD[54].
- Diverses mélodies : Avec Felix de Nobel au piano, radio 1964, Georges Bizet – Emanuel Chabrier – César Franck – Charles Gounod – Edvard Grieg – Modest Moussorgski – Hugo Wolf.